# Messier 89
Messier 89 (také M89 nebo NGC 4552) je eliptická galaxie v souhvězdí Panny. Objevil ji Charles Messier 18. března 1781. Galaxie je od Země vzdálená zhruba 50 milionů ly.
Je součástí Kupy galaxií v Panně. Výraznou vlastností této galaxie je její téměř přesně kruhový tvar.

## Pozorování

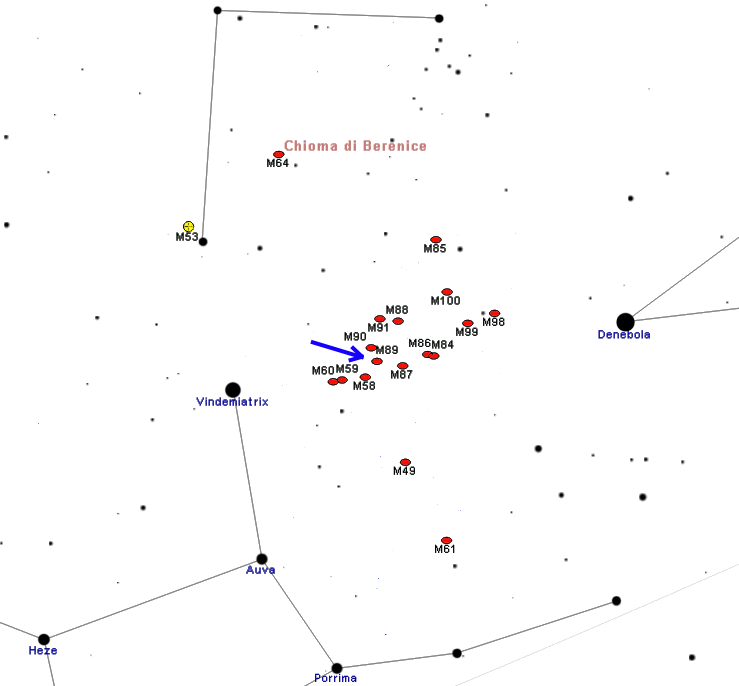
Poloha M 89 v souhvězdí Panny

M89 leží mezi souhvězdími Panny a Vlasů Bereniky v oblasti oblohy bez výrazných hvězd. Její jas není příliš velký a také přítomnost mnoha jiných galaxií ztěžuje její vyhledání. Není v dosahu středně velkých triedrů, ale může být vyhledána malým hvězdářským dalekohledem o průměru 60 mm, který ji ukáže jako kruhovou skvrnu bez podrobností. Dalekohledy o průměru 100 až 200 mm umožní sledovat pouze nejvýraznější část jejího hala o průměru přibližně 1,5′.
Galaxii je možné snadno pozorovat z obou zemských polokoulí a ze všech obydlených oblastí Země, protože má pouze mírnou severní deklinaci. Přesto je na severní polokouli lépe pozorovatelná a během jarních nocí tam vychází vysoko na oblohu, zatímco na jižní polokouli v oblastech více vzdálených od rovníku zůstává poněkud níže nad obzorem. Nejvhodnější období pro její pozorování na večerní obloze je od února do srpna.

## Historie pozorování
Galaxii objevil Charles Messier 18. března 1781 spolu s dalšími sedmi galaxiemi z této oblasti oblohy a s kulovou hvězdokupou Messier 92. Této noci se Messierovi podařilo nalézt nejvíce objektů. Messier tuto galaxii popsal jako velmi slabě zářící mlhovinu bez hvězd, která je pouze obtížně viditelná. William Herschel poznamenal, že má velmi malé rozměry, kruhový tvar a velmi jasný střed. Nejpodrobnější popis pochází od Heinricha Louise d'Arresta, který ji popsal jako kruhový oblak o průměru 45″, který je nejjasnější uprostřed a jehož jádro vypadá jako hvězda 12. magnitudy.

## Vlastnosti
Pozorování provedená v 90. letech 20. století ukázala, že M89 má téměř přesně kulový tvar. To je u eliptické galaxie neobvyklé, protože zpravidla jde o protažené elipsoidy. Je však možné, že je pouze natočená k Zemi takovým způsobem, že se zdá být kulová, ale ve skutečnosti by mohla mít také tvar elipsoidu.
Další zvláštností této galaxie je plynový nebo prachový útvar, který ji obklopuje a rozpíná se až do vzdálenosti 150 000 ly od ní. V galaxii se také nachází výtrysky částic, které dosahují vzdálenosti 100 000 ly. Ty mohou naznačovat, že galaxie dříve bývala kvasarem či rádiovou galaxií, nebo to může být zbytek menší galaxie, kterou M89 pohlcuje a roztrhává slapovými silami.
Obří černá díra sídlící uprostřed M89 má odhadovanou hmotnost kolem 1 miliardy hmotností Slunce.
Součástí M89 je také rozsáhlý systém kulových hvězdokup. Počet kulových hvězdokup v Mléčné dráze se odhaduje na 150 až 200, ale podle výzkumu provedeného v roce 2006 jich M89 obsahuje 2000 ± 700 do vzdálenosti 10′ od jejího jádra.

### Knihy
- O'MEARA, Stephen James. Deep Sky Companions: The Messier Objects. New York: Cambridge University Press, 1998. Dostupné online. ISBN 0-521-55332-6. (anglicky)

### Mapy hvězdné oblohy
- Toshimi Taki. Taki's 8.5 Magnitude Star Atlas [online]. 2005 [cit. 2018-05-15]. Dostupné v archivu pořízeném dne 2018-11-05. (anglicky) - Atlas hvězdné oblohy volně stažitelný ve formátu PDF.
- TIRION; RAPPAPORT; LOVI. Uranometria 2000.0 - Volume I - The Northern Hemisphere to -6°. Richmond, Virginia, USA: Willmann-Bell, inc., 1987. Dostupné online. ISBN 0-943396-14-X.
- TIRION; SINNOTT. Sky Atlas 2000.0. 2. vyd. Cambridge, USA: Cambridge University Press, 1998. ISBN 0-933346-90-5.
- TIRION. The Cambridge Star Atlas 2000.0. 3. vyd. Cambridge, USA: Cambridge University Press, 2001. Dostupné online. ISBN 0-521-80084-6.